# Fernando Hilbeck
Fernando José Hilbeck Gavalda (* 7. Juli 1933 in Madrid; † 25. April 2009 ebenda) war ein spanischer Schauspieler.

## Leben
Hilbeck entstammt einer britischen Familie und studierte Philosophie und Literatur in Peru. An der Universität Lima schloss er im Fach Philosophie ab. Seine Karriere als Schauspieler begann er ebenfalls in Südamerika, bevor er zu Beginn der 1960er Jahre nach Rom an das Theater Pirandello y De Servi ging und 1961 kleinere Rollen in Italien gedrehten Hollywoodfilmen erhielt. Danach kehrte er nach Spanien zurück, wo er eine lange Karriere als Charakterdarsteller beim Film und auch in vielen Rollen für das spanische Fernsehen unterhielt.

## Filmografie (Auswahl)
- 1961: Barabbas (Barabbà)
- 1962: Due contro tutti
- 1963: Mit Colt und Maske (Il segno del Coyote)
- 1966: Ein Mann wie Kid Rodelo (Kid Rodelo)
- 1966: 100.000 Dollar für einen Colt (La muerte cumple condena)
- 1966: Frauen, die durch die Hölle gehen (Las siete magníficas)
- 1966: Joe Navidad
- 1967: Cervantes – Der Abenteurer des Königs (Cervantes)
- 1968: An einem Freitag in Las Vegas (Las Vegas, 500 millones)
- 1971: El Zorro, caballero de la justicia
- 1973: Der Mann aus El Paso (Un hombre llamado Noon)
- 1974: Das Leichenhaus der lebenden Toten (Non si deve profanare il sonno dei morti)
- 1985: Flesh and Blood (Flesh + Blood)